# Аризона-Вілледж
Аризона-Вілледж (англ. Arizona Village) — переписна місцевість (CDP) в США, в окрузі Могаве штату Аризона. Населення — 1057 осіб (2020).

## Географія
Аризона-Вілледж розташована за координатами 34°51′17″ пн. ш. 114°35′22″ зх. д. / 34.85472° пн. ш. 114.58944° зх. д. (34.854836, -114.589339). За даними Бюро перепису населення США в 2010 році переписна місцевість мала площу 4,12 км², уся площа — суходіл.

## Демографія
Згідно з переписом 2010 року, у переписній місцевості мешкало 946 осіб у 339 домогосподарствах у складі 237 родин. Густота населення становила 230 осіб/км². Було 531 помешкання (129/км²).
Расовий склад населення:
| - 45,3 % — білих - 37,0 % — корінних американців - 0,5 % — чорних або афроамериканців - 0,2 % — азіатів - 0,1 % — вихідців з тихоокеанських островів - 8,5 % — осіб інших рас |

До двох чи більше рас належало 8,4 %. Частка іспаномовних становила 25,3 % від усіх жителів.
За віковим діапазоном населення розподілялося таким чином: 30,5 % — особи молодші 18 років, 58,6 % — особи у віці 18—64 років, 10,9 % — особи у віці 65 років та старші. Медіана віку мешканця становила 33,0 року. На 100 осіб жіночої статі у переписній місцевості припадало 86,2 чоловіків; на 100 жінок у віці від 18 років та старших — 81,0 чоловіків також старших 18 років.
Середній дохід на одне домашнє господарство становив 44 455 доларів США (медіана — 35 625), а середній дохід на одну сім'ю — 35 562 долари (медіана — 25 833). За межею бідності перебувало 33,7 % осіб, у тому числі 54,1 % дітей у віці до 18 років та 3,9 % осіб у віці 65 років та старших.
Цивільне працевлаштоване населення становило 234 особи. Основні галузі зайнятості: освіта, охорона здоров'я та соціальна допомога — 27,4 %, мистецтво, розваги та відпочинок — 23,5 %, будівництво — 16,2 %, публічна адміністрація — 14,5 %.

## Поселення
- Аризона-Вілледж на сайті «Arizona Demographics» [Архівовано 25 лютого 2015 у Wayback Machine.](англ.)
- Аризона-Вілледж на сайті «AZ HomeTownLocator» [Архівовано 21 березня 2012 у Wayback Machine.](англ.)
- Аризона-Вілледж на сайті «Histopolis.com» [Архівовано 4 березня 2016 у Wayback Machine.](англ.)